# Freddy Rodríguez
Freddy Rodríguez (Chicago, Illinois; 17 de enero de 1975) es un actor estadounidense de origen puertorriqueño, es conocido por su papel de Federico "Rico" Díaz en Six Feet Under (2001-2005) y Benny Colon en Bull (2016-2021), así como un papel recurrente como Gio en Ugly Betty (2007-2010). También protagonizó la película de Robert Rodríguez (con quien no tiene ningún parentesco) Planet Terror (2007). Además de una nominación al Emmy por Six Feet Under, recibió dos SAG Awards y cuatro Imagen Awards por su trabajo. 

## Biografía
Comenzó su carrera como actor en el Lincoln Park High School de Chicago, donde actuó en más de una docena de obras, entre ellas «Matar a un ruiseñor», «Doce hombres furiosos», «El crisol», «Sueño de una noche de verano» y «La lotería». Se fue a Hollywood, California, poco después de graduarse para asumir un papel en su primera película.
Está casado con Elsie Rodríguez desde 1995 y son padres de dos varones: Giancarlo Rodríguez y Elijah Rodríguez. Su hijo mayor Giancarlo trabajó con él en la serie Six Feet Under al interpretar a Julio Díaz, el hijo mayor de Federico "Rico" Díaz en las 5 temporadas de la serie. 

## Trayectoria
Una de sus primeras películas fue Un paseo por las nubes en 1994, donde interpretó a Pedro Aragón Jr. También interpretó a un veterano de Vietnam en Presidentes muertos. Posteriormente interpretó papeles como el de Ninja en La peste, un odioso jock en No puedo esperar y Marco, el hermano de Carla en Scrubs. Como actor de doblaje, aportó la voz de Más y Menos en Teen Titans. Rodríguez interpretó a Federico Díaz en la exitosa serie de HBO A dos metros bajo tierra a lo largo de sus cinco temporadas. Por este papel recibió dos Screen Actors Guild Awards al Mejor Conjunto en una Serie Dramática, una nominación al Emmy al Mejor Actor Secundario en una Serie Dramática, y otras tres nominaciones SAG (también en la categoría de conjunto). En 2005, Rodríguez interpretó a un vicioso traficante de drogas del centro de la ciudad llamado Héctor en la película Havoc, y a un jinete en la película Dreamer, coprotagonizada por Dakota Fanning. En 2006, apareció como camarero en la película Poseidón, e interpretó a Reggie, un personaje que sólo ejercita una mitad de su cuerpo, en la película de M. Night Shyamalan La dama en el agua, y protagonizó junto a Eva Longoria y Christian Bale la película Tiempos difíciles, su primer papel protagonista en un gran estreno teatral.
Rodríguez protagonizó junto a Roselyn Sánchez la película de 2003 Chasing Papi, interpretando a «Víctor» (dirigida por Linda Mendoza). Interpretó al ayudante de camarero José Rojas en la película de 2006 Bobby. Interpretó a El Wray en Planet Terror, la parte de Robert Rodriguez de la película doble Grindhouse (2007), e interpretó el papel de Gustavo Brambila en la historia real Bottle Shock (2008). Apareció en el vídeo musical de la canción de Santana, Into the night, junto a Dania Ramírez; y también hizo un cameo como piloto/auxiliar de vuelo en el vídeo musical de la canción Glamorous de Fergie. Protagonizó el popular videojuego Saints Row como la voz de Angelo López y en los últimos vídeos comerciales navideños de Merry Mixit Gap.[cita requerida]
El 13 de julio de 2007, Rodríguez se incorporó al reparto de la ABC comedia de la serie Ugly Betty, en la que interpretó a Giovanni Rossi, propietario de una tienda de bocadillos que se convirtió en el interés amoroso de Betty Suárez (interpretada por America Ferrera). Debutó en la serie al comienzo de la segunda temporada, apareció en un episodio de la tercera y volvió a interpretar el papel a finales de la cuarta. De 2016 a 2021, Rodríguez protagonizó el papel del abogado y ex fiscal de Nueva York Benny Colón en el drama judicial de la CBS Bull. En 2023, protagonizó la película V/H/S/85, y la última temporada de Wu-Tang: Una saga americana. Está previsto que protagonice la próxima película Days When the Rains Came.

## Filmografía

### Cine
| Año  | Título                                              | Personaje                      | Notas                |
| ---- | --------------------------------------------------- | ------------------------------ | -------------------- |
| 1994 | The Fence                                           | Joven Terry Griff              |                      |
| 1995 | A Walk in the Clouds (Un paseo por las nubes [Esp]) | Pedro Aragon, Jr.              |                      |
| 1995 | Dead Presidents                                     | Jose                           |                      |
| 1996 | Seduced by Madness: The Diane Borchardt Story       | Michael Maldonado              |                      |
| 1997 | The Pest                                            | Ninja                          |                      |
| 1998 | Can't Hardly Wait                                   | T.J., Jock #3                  |                      |
| 1998 | Shock Television                                    | Eddie                          |                      |
| 1998 | Joseph's Gift                                       | Joseph Keller                  |                      |
| 1998 | My Brother Jack                                     | Joey Casale                    |                      |
| 1999 | Payback                                             | Valet, mensajero punk          |                      |
| 2000 | For Love or Country: The Arturo Sandoval Story      | Leonel                         |                      |
| 2001 | Beyond the City Limits                              | Topo                           |                      |
| 2003 | Dallas 362                                          | Rubin                          |                      |
| 2003 | Victor and Eddie                                    | Eddie                          |                      |
| 2003 | Chasing Papi                                        | Victor                         |                      |
| 2003 | Pledge of Allegiance                                | Sean Macintyre                 |                      |
| 2004 | ¡Mucha Lucha!: The Return of El Maléfico            | El Silver Mask Jr., El Portero | Directo-a-vídeo      |
| 2005 | Harsh Times                                         | Mike Alonzo                    |                      |
| 2005 | Dreamer: Inspired by a True Story                   | Manolin                        |                      |
| 2005 | Havoc                                               | Hector                         |                      |
| 2006 | Scooby-Doo! Pirates Ahoy!                           | Rupert Garcia                  |                      |
| 2006 | Bobby                                               | Jose                           |                      |
| 2006 | Lady in the Water (La joven del agua [Esp])         | Reggie                         |                      |
| 2006 | Poseidon (Poseidón [Esp])                           | Marco Valentin                 |                      |
| 2007 | Grindhouse - Planet Terror                          | El Wray                        |                      |
| 2008 | Little Spirit: Christmas in New York                | Padre de Leo                   |                      |
| 2008 | Nothing Like the Holidays                           | Jesse Rodríguez                |                      |
| 2008 | Bottle Shock                                        | Gustavo Brambila               |                      |
| 2012 | Seal Team Six: The Raid on Osama Bin Laden          | Trench                         |                      |
| 2012 | Soldiers of Fortune                                 | Reed                           |                      |
| 2013 | CBGB                                                | Idaho                          |                      |
| 2014 | Fort Bliss                                          | Cpt. Garver                    |                      |
| 2023 | V/H/S/85                                            | Detective Wayne Johnson        | Segment: "Dreamkill" |
| TBA  | Days When the Rains Came                            | TBA                            | Post-production      |
| TBA  | You Lose You Die                                    | TBA                            | [ 15 ]               |

- Al Roach: Private Insectigator (2004): Fly On The Wall
- The Undertaker(1998): Estudiante

### Televisión
| Año        | Título                              | Personaje                       | Notas                                                 |
| ---------- | ----------------------------------- | ------------------------------- | ----------------------------------------------------- |
| 1999       | Party of Five                       | Albert                          | 3 Episodios                                           |
| 1999       | Oh, Grow Up                         | Deke                            |                                                       |
| 2001-2005  | Six Feet Under                      | Federico                        | 63 Episodios                                          |
| 2003-2004  | Scrubs                              | Marco Espinosa                  | 3 Episodios                                           |
| 2004       | Static Shock                        | Fade                            | Episodio: "Army of Darkness"                          |
| 2005       | American Dad!                       | Hector                          | Voz. Episodio: "Not Particularly Desperate Housewife" |
| 2005–2006  | Teen Titans                         | Más y Menos                     | Voz. 5 Episodios                                      |
| 2007       | ER                                  | Simon                           | Episodio: "Dying is Easy"                             |
| 2007–2010  | Ugly Betty                          | Giovanni "Gio" Rossi            | 12 Episodios                                          |
| 2010–2012  | Handy Manny                         | Reuben Garcia                   | Voz. Episodio: "Wedding Day"                          |
| 2011       | CHAOS                               | Rick Martínez                   | 13 Episodios                                          |
| 2011–13    | Generator Rex                       | César Salazar                   | Voz. 17 Episodios                                     |
| 2013       | Kaijudo                             | Hector Chavez                   | Voz. 28 Episodios                                     |
| 2013       | Perception                          | Wesley Sumter                   | 2 Episodios                                           |
| 2013, 2019 | Young Justice: Invasion             | Eduardo "Ed" Dorado, Jr.        | Voz                                                   |
| 2014       | Teen Titans Go!                     | Más y Menos                     | Voz. Episodio: "Mas y Menos"                          |
| 2014       | Family Guy (Padre de familia [Esp]) | Handy Manny                     | Episodio: "Herpe the Love Sore"                       |
| 2014–15    | The Night Shift                     | Dr. Michael Ragosa              | 22 Episodios                                          |
| 2015       | Ultimate Spider-Man                 | Miguel O'Hara / Spider-Man 2099 | 2 Episodios                                           |
| 2016–21    | Bull                                | Benny Colón                     | Personaje principal                                   |
| 2018       | Elena of Avalor                     | El Mistico                      | Voice, episode: "The Return of El Captain"            |
| 2023       | Scavengers Reign                    | Terrence                        | Voice, 2 episodes                                     |
| 2023       | Wu-Tang: An American Saga           | Detective Greco                 | Main cast                                             |

- For Love or Country: The Arturo Sandoval Story (2000) (TV): Leonel
- Seduced by Madness: The Diane Borchardt Story (1996) (TV): Michael Maldonado

### Videojuego
| Año  | Título                             | Personaje     | Notas  |
| ---- | ---------------------------------- | ------------- | ------ |
| 2006 | Saints Row                         | Angelo López  |        |
| 2011 | Generator Rex: Agent of Providence | Cesar Salazar | [ 16 ] |
| 2013 | LocoCycle                          | Pablo         |        |

### Vídeo musical
| Año  | Título                                 | Personaje         | Notas |
| ---- | -------------------------------------- | ----------------- | ----- |
| 2007 | Glamorous - Fergie - Music Video       | Auxiliar de vuelo |       |
| 2007 | Into the Night - Santana - Music Video | Hombre suicida    |       |

## Premios y nominaciones

### Premio ALMA
| Año  | Categoría                                             | Trabajo                   | Resultado |
| ---- | ----------------------------------------------------- | ------------------------- | --------- |
| 2002 | Actor Destacado en una Serie de Televisión            | A dos metros bajo tierra  | Nominado  |
| 2006 | Actor de Reparto Destacado en una Serie de Televisión | A dos metros bajo tierra  | Nominado  |
| 2009 | Mejor actor de cine del año                           | Nothing like the Holidays | Nominado  |

### Premio Emmy
| Año                            | Categoría                                     | Trabajo        | Resultado |
| ------------------------------ | --------------------------------------------- | -------------- | --------- |
| 54º Primetime Emmy Awards 2002 | Mejor actor de reparto en una serie dramática | Six Feet Under | Nominado  |

### Premios Imagen
| Año  | Categoría                                        | Trabajo                  | Resultado |
| ---- | ------------------------------------------------ | ------------------------ | --------- |
| 2003 | Mejor Actor de Reparto - Televisión              | A dos metros bajo tierra | Ganador   |
| 2004 | Mejor Actor de Reparto en un Drama de Televisión | A dos metros bajo tierra | Ganador   |
| 2005 | Mejor Actor de Reparto en Televisión             | A dos metros bajo tierra | Ganador   |
| 2006 | Mejor Actor Secundario de Televisión             | A dos metros bajo tierra | Nominado  |
| 2011 | Mejor actor de televisión                        | CHAOS                    | Ganador   |

### Premios del Sindicato de Actores
| Año                                               | Categoría                                                   | Trabajo                  | Resultado |
| ------------------------------------------------- | ----------------------------------------------------------- | ------------------------ | --------- |
| 2002 8º Premios del Sindicato de Actores de Cine  | Actuación Destacada de un Conjunto en una Serie Dramática   | A dos metros bajo tierra | Nominado  |
| 2003 9º Premios del Sindicato de Actores de Cine  | Actuación destacada de un conjunto en una serie dramática.  | A dos metros bajo tierra | Ganador   |
| 2004 10º Premios del Sindicato de Actores de Cine | Actuación destacada de un conjunto en una serie dramática.  | A dos metros bajo tierra | Ganador   |
| 2005 11º Premios del Sindicato de Actores de Cine | Mejor interpretación de un conjunto en una serie dramática. | A dos metros bajo tierra | Nominado  |
| 2006 12º Premios del Sindicato de Actores de Cine | Actuación destacada de un conjunto en una serie dramática.  | A dos metros bajo tierra | Nominado  |
| 2007 13º Premios del Sindicato de Actores de Cine | Actuación destacada de un reparto en una película           | Bobby                    | Nominado  |